# Rubén Valladares
Rubén Valladares (Máncora, provincia de Talara, Perú, 9 de abril de 1990), es un futbolista peruano. Juega de volante y su equipo actual es Sport Bolognesi de Zarumilla que participa en la Copa Perú.

## Clubes
| Club                        | País | Año       |
| --------------------------- | ---- | --------- |
| Boca Juniors (Piura)        | Perú | 2004      |
| Atlético Grau               | Perú | 2005-2006 |
| Atlético Torino             | Perú | 2008      |
| Alianza Atlético            | Perú | 2009-2011 |
| Atlético Grau               | Perú | 2012      |
| Sporting Pizarro            | Perú | 2012      |
| Universidad Señor de Sipán  | Perú | 2013      |
| Defensor La Bocana          | Perú | 2014-2016 |
| Miguel Grau                 | Perú | 2017      |
| Asociación San Miguel       | Perú | 2018      |
| Defensor La Bocana          | Perú | 2019      |
| Sport Estrella              | Perú | 2019      |
| Unión Deportivo Parachique  | Perú | 2021      |
| Defensor La Bocana          | Perú | 2022      |
| Deportivo Municipal (Vice)  | Perú | 2023      |
| Olimpia                     | Perú | 2023      |
| Sport Bolognesi (Zarumilla) | Perú | 2024 -    |

## Palmarés
| Torneo         | País | Club               |
| -------------- | ---- | ------------------ |
| Copa Perú 2015 | Perú | Defensor La Bocana |